# Jurij Kazakov
Jurij Pavlovič Kazakov (in russo Юрий Павлович Казаков?; Mosca, 8 agosto 1927 – 29 novembre 1982) è stato uno scrittore sovietico.

## Biografia
Nato a Mosca nel 1927 ma originario della regione di Smolensk da una famiglia povera di estrazione operaia, cominciò a pubblicare nel 1952.
Di carattere fondamentalmente schivo, in seno alla letteratura sovietica apparve come un continuatore delle tradizioni della prosa classica russa.
Si presenta al lettore come cantore della natura del suo Paese, della gente semplice, modesta e altruista, non disdegnando un taglio intimista.
I suoi racconti brevi sono considerati un ottimo esempio di scrittura adatta agli studenti di lingua russa per l'eleganza di stile e facilità di comprensione.

## Opere principali
- Goluboe i zelёnoe, Mosca, Sovetskij pisatel', 1956
- Alla stazione e altri racconti, Torino, Einaudi, 1960
- Kak ja stroil dom, Mosca, Detskaja literatura, 1967
- Arturo, cane segugio (Arktur - Gončij pes, 1958), Firenze, La Nuova Italia, 1970
- Dvoe v dekabre: rasskazy, Mosca, Molodaja gvardija, 1966
- Autunno nei boschi di querce (Osen' v dubovykh lesakh, 1961-1983), Genova, Il melangolo, 1991
- Lëgkaja žizn', Sankt-Peterburg, Azbuka-klassika, 2007